# Catarina Rodrigues
Catarina Rodrigues (* 3. Januar 1973) ist eine ehemalige portugiesische Judoka, die 2001 Weltmeisterschaftsdritte war.
Catarina Rodrigues kämpfte bis 2000 meist im Mittelgewicht. Als die Gewichtsobergrenze in dieser Gewichtsklasse noch 66 Kilogramm betrug, siegte sie von 1991 bis 1995 fünfmal bei den portugiesischen Meisterschaften, 1996 und 1997 war sie Zweite. 1998 und 1999 war sie Meisterin im Mittelgewicht bis 70 Kilogramm. 2000 war sie Meisterin im Schwergewicht, 2003 und 2004 gewann sie sowohl das Schwergewicht als auch die offene Klasse.
International belegte sie 1993, 1994 und 1995 jeweils den fünften Platz bei den Europameisterschaften, 1996 erreichte sie den siebten Platz. 1999 und 2000 war sie ebenfalls Siebte. Hatte sie ihre vorherigen Platzierungen allesamt im Mittelgewicht erreicht, so trat sie bei den Europameisterschaften 2001 im Halbschwergewicht an und belegte auch hier den siebten Platz. Bei den Weltmeisterschaften 2001 in München schied sie im Halbschwergewicht nach einer Viertelfinalniederlage gegen die Französin Céline Lebrun in der Hoffnungsrunde aus. In der offenen Klasse erreichte sie das Halbfinale und unterlag dort der Britin Karina Bryant. Mit einem Sieg über die Deutsche Katja Gerber erkämpfte Rodrigues eine Bronzemedaille. Bei den Europameisterschaften 2002 in Maribor belegte sie den fünften Platz im Halbschwergewicht und den siebten Platz in der offenen Klasse. 
Nach ihrer Karriere wurde sie Sportdirektorin bei der Europäischen Judo-Union, 2023 war sie Head Sport Director.